# Iben Dorner
Iben Amelieh Emine Dorner (tidligere Østergaard; født 19. oktober 1978 i Holstebro) er en dansk skuespiller.

## Karriere
Iben Dorner blev uddannet på Skuespillerskolen ved Odense Teater i 2007. Hun har siden arbejdet for både Teater Momentum, Odense Teater og Teater Mungo Park i Kolding. I 2011 og 2012 medvirkede hun i Misantropen på Det Kongelige Teater og Når katten er ude... på Comedie Teatret.
Dorner har medvirket i flere tv-serier, heriblandt julekalenderen Pagten fra 2009 og Borgen fra 2010. I 2008 medvirkede hun i Kandidaten, der var hendes første spillefilm. I 2009 spillede hun med i Anders Matthesens film Sorte Kugler og modtog året efter en Zulu Award for bedste kvindelige birolle. Senest har hun medvirket i Tarok fra 2013. Hun modtog i februar 2022 Robert Prisen for Årets Kvindelige Birolle for sin præstation i Kastanjemanden.

## Filmografi

### Film
- Guds børn (1999) − Anna Petrea Hvas
- Kandidaten (2008) – Schillers assistent
- Sorte Kugler (2009) – Dorthe
- Sandheden om mænd (2010) – Trine
- Bora Bora (2011) − Birthe
- Fortidens skygge - Den som dræber (2012) – Benedicte Schaeffer
- Tarok (2013) – Ingelise Laursen
- Familien Jul (2014) − Politibetjent
- Villads fra Valby (2015) - Mor
- Klassefesten 3 - Dåben (2016)

### Tv
- 2900 Happiness, afsnit 24-29 og 33 (2007–2009) – Journalist
- Mikkel og Guldkortet, afsnit 6, TV2 Julekalender (2008) – Ekspedient
- Pagten, afsnit 1-11, 14-18 og 20-24, DR Julekalender (2009) – Læreren Helle på Thyregod Skole
- Borgen, afsnit 1-10 (2010) – Statsmininisterens HK-sekretær Sanne
- Den som dræber, afsnit 1-2 og 4-5 (2011) – Benedicte Schaeffer
- Hamre, afsnit 1-6 (2012) – Henriette Hamres sekretær
- Tynd Is, afsnit 1-6 (2020) - Politikommissær Katarina Iversen
- Kastanjemanden, afsnit 1-6 (2021) - Rosa Hartung

### Dub
- Totally Spies (animeret tv-serie), afsnit 1-156 (2001, dubbed 2003) – Samantha/Sam
- Transformers Prime (3D-animeret TV serie), afsnit 1-38, 42-49, 51-57, 59, 61-65 (2010-2013, dubbed 2011-2013) - Arcee
- Transformers Prime Beast Hunters: Predacons Rising (3d-animeret tv-film) (2013) - Arcee